# هرمان بلاس
هرمان بلاس (آلمانی: Hermann Blaß؛ ۲۹ مارس ۱۸۸۸ – ۱۸ سپتامبر ۱۹۴۱) هنرپیشه اهل اتریش بود.
از فیلم‌هایی که وی در آن نقش داشته‌است، می‌توان به مردی در جستجوی قاتل خود و شهر آوازه‌خوانی اشاره کرد.